# 靖康稗史
《靖康稗史》為紀錄宋朝靖康之变的野史，原编纂者筆名南宋人确庵、耐庵；現行版本中共收錄七種文獻，又稱為《靖康稗史七種》，主要內容是關於北宋首都汴京被金朝圍攻、皇室遭俘虜北遷的記事。由於此書兼收宋朝與金朝方面的記述，有許多正史不載細節，從清末以來，主流宋史研究多視為紀實文獻並大量引用其內容。

## 內容
《靖康稗史》所載七份文獻中，《宣和乙巳奉使金國行程錄》可見於南宋文獻《三朝北盟會編》和《大金國志》；其內容是關於金太宗即位後，宋徽宗於宣和七年（1125年）遣使祝賀的紀錄，而其他六份文件則只見於此書。
根據本書的自述，確庵於宋孝宗隆興二年（1164年）編訂《同憤錄》，收錄文獻包括宋朝《開封府狀》、《呻吟語》與金朝《宋俘記》、李天民《南征錄彙》、王成棣《青宮譯語》各一卷。宋度宗咸淳三年（1267年），耐庵在臨安發現顧氏家族收藏稿本，不過當時《同憤錄》前面的部分已經散失。耐庵在序文中寫道，從後面剩餘內容推測，書中亡佚的部分是關於北宋末年汴京陷落之前的事；於是加上鍾邦直《宣和乙巳奉使金國行程錄》、韋承《甕中人語》各一卷，兩者都是宋朝文獻，以補充靖康之變的史事記載。書中附有一篇「遺德」序文以及後來清末民初所加后记，自述曾為高麗忠烈王藏書、輾轉在朝鲜王朝及日本流傳後，才傳回中國。

## 歷史

### 流傳過程
光绪十八年（1892年），蘇州人謝家福將抄本贈送給杭州府藏书家丁丙；丁丙推測所謂「耐庵」可能就是《水浒传》作者施耐庵，將它收藏在八千卷楼。此抄本在清朝末年成為江宁府江南图书馆（南京图书馆前身）的館藏，常熟人丁秉衡在宣統二年（1910年）整理之後，被收錄進王大隆刊印的《己卯丛编》，於民国二十八年（1939年）出版。這個版本流傳最廣，但是没有校對、缺漏較多。中華書局編審崔文印根據正史、私人著述，考證《靖康稗史》原文並加註後，於1988年出版校註本《靖康稗史箋證》，列入「中國史學基本典籍叢刊」系列。
中國社會科學院歷史研究所王曾瑜、浙江大学人文学院張明華等人，曾推薦、引用此書撰文，上海师范大学《全宋筆記》也收錄《靖康稗史》內容。

### 争议
不過，中華書局《朝鮮時代書目叢刊》中並沒有《靖康稗史》，暨南大学教授张其凡也曾考證其中《宣和乙巳奉使金國行程錄》的作者和命名問題。根據《開封府狀》中人物年齡與《宋会要辑稿》記載有異、《呻吟語》有如「和囉噶路」當時尚不存在的稱謂或譯名、以及靖康至建炎年間發生的黄河改道等疑點，日本学者毛利英介質疑《靖康稗史》实则是清末谢家福假託靖康之變史事編造的偽書。